# Батусе
Батусе је село на Косову и Метохији близу ушћа реке Грачанице у Ситницу, недалеко од Приштине.

## Географија
Батусе се налази близу ушћа реке Грачанице у Ситницу, недалеко од Приштине.
Налази се у равничарском делу, на централном Косову.

## Историја
Први очувани помен о Батусу датира из 1316. године. Те године српски краљ, Стефан Урош II Милутин Немањић, даровао је Батусе манастиру Грачаници. У турском попису из 1455. године наводи се да село има преко 80 српских кућа и православног свештеника. У селу је постојала стара црква Света Недеља, обновљена 1936. године (освећена 19. јула 1937). Године 1986. српски и црногорски житељи Батуса упутили су петицију и походили скупштину Србије и Југославије због насиља које су над њима вршили тамошњи Албанци, њихови суседи. У јуну 1986. су тражили исељење четири албанске породице — три које су ту дошле 7-10 година раније и једне којој је одсељени Србин неколико месеци раније продао имовину, а чије су понашање сматрали провокативним. Такође су тражили да се локалном истуреном одељењу школе врати име „Аца Маровић”, уместо „Браћа Фрашери”. Претили су колективним исељењем ако се захтеви не испуне. До 1988. године припадало је општини Приштина, од 1988. године припало је новоформираној општини Косово Поље.
Батусе је 1999. године, као и цело Косово и Метохија, окупирано је од стране НАТО снага. А претходила је НАТО агресија и НАТО бомбардовање Србије. Повод за бомбардовање и окупацију је било наводно етничко чишћење и протеривање косовских Албанаца од стране Србије са територије Косова и Метохије.
Од 2010. године, под окупацијом НАТО-а, Батусе припада новоформираној општини Грачаница.

## Порекло становништва по родовима
Подаци о пореклу становништва из 1932. године.

### Срби
- Зверићи (2 k., Св. Јован Милостиви), староседеоци. Само су они имали своју земљу, остали досељеници су сви почифличавани.
- Савићи (2 k., Св. Јован Крститељ). Пресељени почетком 19. века из Новог Села (на Грачанки).
- Јанковићи (3 k., Св. Петка). Преселили се после Савића из Косина, општина Урошевац.
- Ракетан (7 k., Св. Јован Крститељ). Доселили се из села Коротице (Дреница) од зулума. Њихови рођаци се задржали у Ариљачи и ту су се „потурчили“.
- Весићи (2 k., Св. Јован Крститељ). преселили се из Грачанице после Ракетана.
- Драговци (1 k., Св. Арханђео). Преселили се из Драговца после Весића. Потичу од истоименог рода Драговића у Лапљем Селу.
- Ћирковићи (1 k., Св. Никола). Живели су у Доњем Добреву, а у Батусе се преселили око 1880. године.
- Лазићи (3 k., Ђурђевдан). Преселили се после Ћирковића из Врнице, општина Вучитрн, из истоименог рода Дробњака. Даљом старина им је у Старој Херцеговини, од племе Дробњак.
- Арсићи (1 k., Ђурђиц). Пресељени из истоименог рода у Словињу 1910. Даља старина им је у Прековцу, општина Ново Брдо.
- Дробњак (2 k., Св. Илија). Пресељени из истоименог рода у Кузмину 1913. Даља старина им је у Дробњаку код Неродимља, одакле су исељени од зулума у Малу Слатину, потом прешли у Кузмину код Вучитрна.
- Миленковићи (3 k., Св. Јован Крститељ) и Денићи (1 k., Св. Јован Златоусти). Пресељени из Мале Слатине 1916. године

### Роми
- Макић (2 к.) и Скендеровић (1 к.). Одавно насељени у овом селу. Баве се коваштвом.
- Рамадановић (1 к.). Досељен 1924. из Седлара у Дреници.
- Шабановић (2 к.). Пресељен из Русиновца у Дреници 1920.
- Селимовић (1 к.). Пресељен 1931. из Прилужја

## Демографија
| Година       | 1948 | 1953 | 1961 | 1971 | 1981 | 1991 |
| ------------ | ---- | ---- | ---- | ---- | ---- | ---- |
| Становништво | 373  | 409  | 419  | 458  | 489  | 542  |

|  |